# Spiculopteragia
Spiculopteragia ist eine Gattung der Fadenwürmer mit 24 Arten, die im Labmagen von Wiederkäuern (Hirsche, Gämse, Hirschferkel, Schafe) parasitieren.

## Merkmale
Spiculopteragia hat die Merkmale der Trichostrongylinae. Der Körper verjüngt sich nach von, Halsflügel fehlen. Die Vulva liegt in der hinteren Körperhälfte, der weibliche Geschlechtsapparat ist amphidelphisch. Der konische Schwanz hat keinen Enddorn. Die Bursa copulatrix der Männchen ist vom Typ 2-2-1, ihre vierte Rippe kürzer als die fünfte. Die Spicula haben am Ende fächerartige Erweiterungen, ein Gubernaculum fehlt.

## Systematik
Zur Gattung gehören nach dem Interim Register of Marine and Nonmarine Genera folgende Arten:
- Spiculopteragia alicis Schulz, Kadanazii, Evranova & Schaldybin, 1954
- Spiculopteragia andreevae Drozdz, 1965
- Spiculopteragia asymmetrica (Ware, 1925)
- Spiculopteragia ateis Schulz, Kadenazii & Evranova, 1954
- Spiculopteragia boehmi Gebauer, 1932
- Spiculopteragia bubalis (Sarwar, 1956)
- Spiculopteragia caballeroi Chabaud, 1977
- Spiculopteragia caucasica (Assadov, 1955)
- Spiculopteragia dagestanica (Altaev, 1953)
- Spiculopteragia houdemeri Schwartz, 1927
- Spiculopteragia janseni (Drozdz, 1965)
- Spiculopteragia kutkascheni Asadov, 1952
- Spiculopteragia mathevossiani Ruchliadev, 1948
- Spiculopteragia odocoilei (Dikmans, 1931)
- Spiculopteragia panticola Schaldybin, 1950
- Spiculopteragia pavlovskyi (Kadenatsii & Andreeva in Andreeva, 1957)
- Spiculopteragia peruviana Guerrero & Chavez, 1964
- Spiculopteragia popovi Evranova, 1955
- Spiculopteragia quadrispiculata (Jansen, 1958)
- Spiculopteragia schulzi Rajewskaja, 1930
- Spiculopteragia spiculoptera (Guschanskaya, 1931)
- Spiculopteragia suppereri Hinaidy & Prosl, 1978
- Spiculopteragia trinitatis (Cameron, 1935)
- Spiculopteragia yamashitai Obavachi, 1966

Synonyme sind Altaevia Sarwar, 1957, Mazamastrongylus Cameron, 1935, Mazamostrongylus Cameron, 1935, Petrowiagia Ruchljadew, 1961 und Sarwaria Drozdz, 1965.